# Gia Luật Thuần
Liêu Tuyên Tông (chữ Hán: 遼宣宗; 1063 – 1122) tên thật là Gia Luật Thuần (chữ Hán:耶律淳), tục danh là Niêt Lý (涅里), là khai quốc Hoàng đế của nhà Bắc Liêu, là con Tống Ngụy Vương 宋魏王-Gia Luật Hòa Lỗ Oát (耶律和魯斡), tức là cháu của trai của Liêu Hưng Tông (遼興宗).

## Thiếu thời
Tuyên Tông hoàng đế tiếp tiếp nhận sự nuôi dưỡng từ Nhân Ý Thái Hậu-Tiêu Thát Lý (仁懿皇太后-蕭撻里) từ khi còn bé và đã sớm nổi tiếng là người có tài văn trị.
Năm Càn Thống thứ nhất (1101 CN ), cha ông được phong là Thiên Hạ Binh Mã Đại Nguyên Soái (天下兵馬大元帥), có thế kế thừa Hoàng vị, Gia Luật Thuần vì thế được ban tước Trịnh Vương (鄭王), đến năm Càn Đức thứ 3 (1103) thì cha ông được tấn phong làm Hoàng Thái Thúc (皇太叔), ông được gia phong là Việt Vương (越王)

## Hoàng Đế Bắc Liêu
Vào tháng 3 năm 1122, Thiên Tộ Đế bị quân nhà Kim vây bắt, phải lưu vong đến Giáp Sơn. Gia Luật Thuần tại Yên Kinh được Gia Luật Đại Thạch và những người khác ủng lập làm quân chủ tự xưng là Thiên Tích Hoàng đế (天錫皇帝) cải niên hiệu thành Kiến Phước (建福), từ đây bắt đầu triều Bắc Liêu. Ngày 24 tháng 6 năm 1122, Gia Luật Thuần lâm bệnh mất, Hoàng hậu là Tiêu Phổ Hiền Nữ nhiếp chính. Ngày 2 tháng 2 năm 1123, quân Kim tấn công chiếm Yên Kinh, Tiêu Đức phi và Gia Luật Đại Thạch làm phản. Tiêu Đức phi bị giết, song Gia Luật Đại Thạch được xá miễn. Về sau Liêu Thiên Tộ Đế bị quân Kim bắt giữ, Liêu triều diệt vong. Lương Vương là Gia Luật Nhã Ý vào tháng 5 tự lập làm hoàng đế kế thừa Bắc Liêu, đến tháng 10 bị giết, Gia Luật Truật Liệt nối ngôi. Tháng 11 năm 1123, Bắc Liêu chính thức diệt vong.